# Ескадрені міноносці типу 1934
Ескадрені міноносці типу 1934 (нім. Zerstörer 1934) — клас ескадрених міноносців, що випускалися німецькими суднобудівельними компаніями з 1934 по 1937 роки. Загалом було побудовано чотири кораблі цього типу, які взяли найактивнішу участь у бойових діях на морі з початком Другої світової війни. Однак, три есмінці загинули у перші ж місяці від початку світового конфлікту, зокрема один з них, Z-1 «Леберехт Маасс», був знищений власною авіацією, і лишень один, Z4 «Ріхард Бітцен», служив до кінця війни та був переданий Великій Британії по репарації.

## Список есмінців типу 1934
| № | Назва                | Корабельня           | Дата закладки  | Дата спуску на воду | Дата введення до складу флоту | Дата виведення зі складу флоту/загибелі | Статус |
| - | -------------------- | -------------------- | -------------- | ------------------- | ----------------------------- | --------------------------------------- | --- |
| 1 | Z-1 «Леберехт Маасс» | Deutsche Werke, Кіль | 10 жовтня 1934 | 18 серпня 1935      | 14 січня 1937                 | 22 лютого 1940                          | 22 лютого 1940 року помилково атакований німецьким бомбардувальником He 111 у Північному морі та затонув    |
| 2 | Z-2 «Георг Тіле»     | Deutsche Werke, Кіль | 25 жовтня 1934 | 18 серпня 1935      | 27 лютого 1937                | 13 квітня 1940                          | 13 квітня 1940 року підірваний екіпажем в Уфут-фіорді в ході першої битви за Нарвік та посаджений на мілину |
| 3 | Z3 «Макс Шультц»     | Deutsche Werke, Кіль | 2 січня 1935   | 30 листопада 1935   | 8 квітня 1937                 | 22 лютого 1940                          | 22 лютого 1940 року підірвався на міні та затонув у Північному морі                                         |
| 4 | Z4 «Ріхард Бітцен»   | Deutsche Werke, Кіль | 7 січня 1935   | 30 листопада 1935   | 13 травня 1937                | 1945                                    | Після війни переданий Великій Британії по репарації; 1949 році зданий на злам                               |